# Sollevamento pesi ai Giochi della XXVIII Olimpiade - 105 kg maschile

## Risultati
| Pos | Atleta              | Nazione         | Strappo (kg) | Slancio (kg) | Totale (kg) |
| --- | ------------------- | --------------- | ------------ | ------------ | ----------- |
| 1   | Dmitrij Berestov    | Russia          | 195.0        | 230.0        | 425.0       |
| 2   | Ihor Razor'onov     | Ucraina         | 190.0        | 230.0        | 420.0       |
| 3   | Gleb Pisarevskij    | Russia          | 190.0        | 225.0        | 415.0       |
| 4   | Alexandru Bratan    | Moldavia        | 192.5        | 222.5        | 415.0       |
| 5   | Ramūnas Vyšniauskas | Lituania        | 187.5        | 222.5        | 410.0       |
| 6   | Alan Naniyev        | Azerbaigian     | 190.0        | 220.0        | 410.0       |
| 7   | Matthias Steiner    | Austria         | 182.5        | 222.5        | 405.0       |
| 8   | Aleksandr Urinov    | Uzbekistan      | 185.0        | 215.0        | 400.0       |
| 9   | Michail Aŭdzeeŭ     | Bielorussia     | 185.0        | 215.0        | 400.0       |
| 10  | Andre Rohde         | Germania        | 177.5        | 217.5        | 395.0       |
| 11  | Michel Batista      | Cuba            | 182.5        | 212.5        | 395.0       |
| 12  | Tomáš Matykiewicz   | Rep. Ceca       | 177.5        | 215.0        | 392.5       |
| 13  | Sam Pera            | Isole Cook      | 135.0        | 170.0        | 305.0       |
| 14  | Eleei Ilalio        | Samoa Americane | 125.0        | 170.0        | 295.0       |
| —   | Said Saif Asaad     | Qatar           | 192.5        | —            | DNF         |
| —   | Mohsen Biranvand    | Iran            | —            | —            | DNF         |
| —   | Robert Dołęga       | Polonia         | —            | —            | DNF         |
| —   | Akos Sandor         | Canada          | —            | —            | DNF         |
| —   | Martin Tešovič      | Slovacchia      | —            | —            | DNF         |
| —   | Ferenc Gyurkovics   | Ungheria        | SQ           | SQ           | SQ          |
| —   | Mykola Hordijčuk    | Ucraina         | SQ           | SQ           | SQ          |
| —   | Zoltán Kovács       | Ungheria        | SQ           | SQ           | SQ          |

GLi ungheresi Ferenc Gyurkovics, Mykola Hordijčuk e Zoltán Kovács finirono la gara secondo, undicesimo e ultimo, ma furono poi squalificati per essere risultati positivi a un test antidoping.